# Liutenitsa
Ljutenica, lyutenitsa o lutenica (serbi: љутеницаserbi: љутеница, búlgar: лютеница, macedoni: лутеницаbúlgar: лютеница; lyuto o luto significa picant) és un condiment de verdura picant habitual a la cuina búlgara, macedònia i sèrbia.
Els ingredients inclouen pebrots, pastanagues, albergínia, ceba, all, pebre negre, oli vegetal, sucre, sal, i tomàquets. Hi ha moltes varietats: suau; amb trossos; amb extra de tomàquets, de pebrot o d'albergínia; també pot ser mes o menys picant.
La lyutenitsa pot ser lleugerament més especiada que l'altre condiment popular, l'ajvar. Tanmateix, a diferent països i regions hi ha interpretacions substancialment diferents d'aquests condiments. Tradicionalment la lyutenitsa búlgara és menys picant que l'ajvar.
A Bulgària, la lyutenitsa es presenta en pots i sovint s'utilitza per sucar torrades acompanyades amb sirene (саламурено сирене), un formatge búlgar salat, similar al feta. També és habitual fer-la servir per acompanyar carns, mandonguilles i kebapcheta. A la gran majoria de cases tenen aquest condiment durant tot l'any sent aquest el favorit de molta gent.
En aquests darrers anys ha crescut ràpidament la producció industrial de lyutenitsa, així com ajvar. La producció a gran escala d'ambdós condiments ha propiciat la popularització a l'exterior dels Balcans.

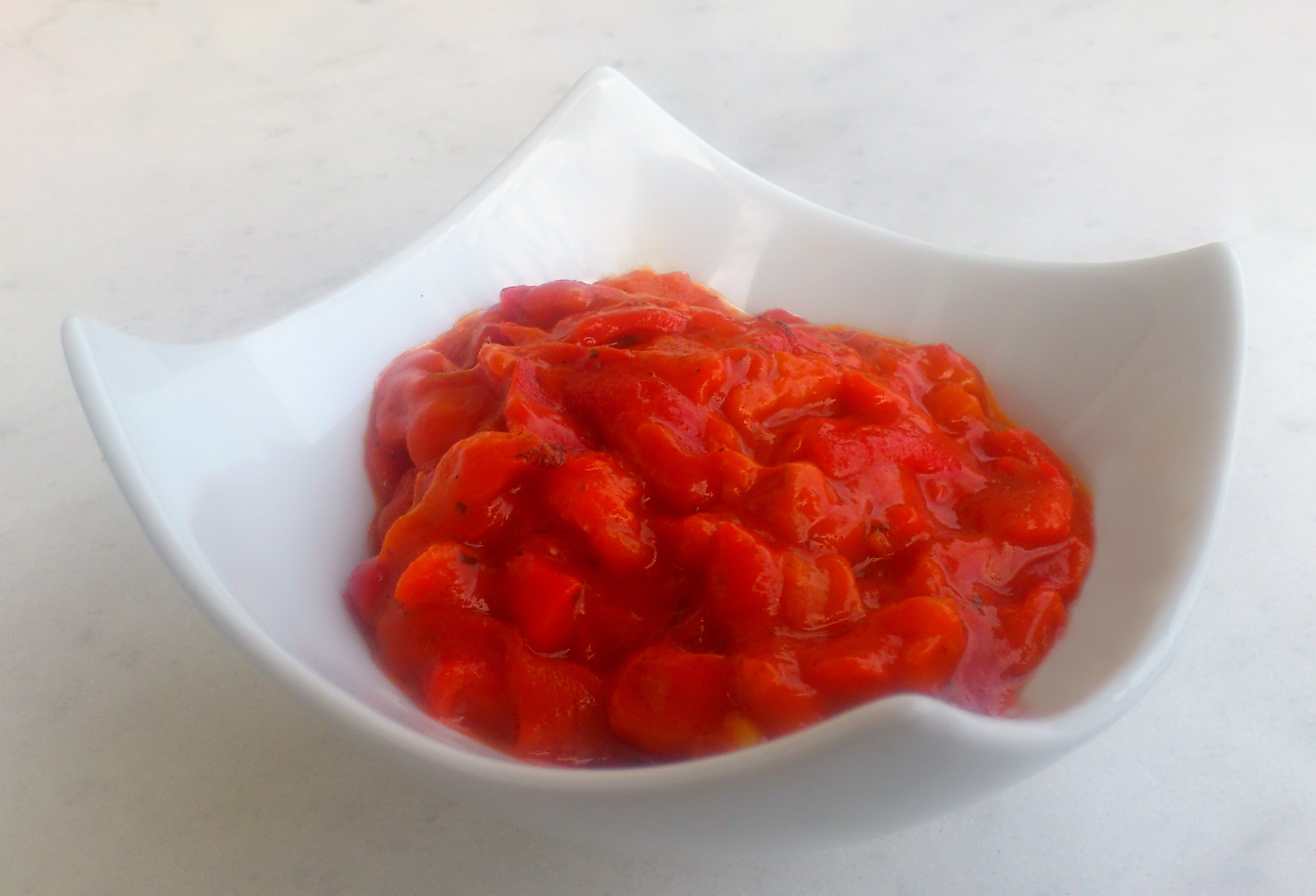
Lyutenitsa amb trossos de pebrot